# Real bills doctrine
La real bills doctrine, o dottrina delle cambiali commerciali, detta anche "la dottrina screditata dei vecchi direttori di banca del 1810", afferma che:
(Fullarton, 1845)
In altri termini l'azione delle banche, finché consiste nello sconto di cambiali commerciali, è neutra rispetto alla moneta, non portando né a un eccesso né a una scarsità di mezzi di pagamento.

## Storia
La dottrina, che si fa risalire soprattutto agli scritti di Adam Smith (1776), si può trovare anche negli scritti di John Law (1705), Simon Clement (1710), Charles Bosanquet (1810), Thomas Tooke (1845) e altri. 
David Ricardo ne dimostra la fallacia, e tuttavia la teoria continua a essere ripresa per lungo tempo.
Fu al centro dei dibattiti bullionisti attorno al 1810, i dibattiti fra Scuola Bancaria/Scuola Monetaria nel 1840, i dibattiti sui Greenbacks negli anni '70 del XIX secolo, ispirando anche l'istituzione della Federal Reserve nel 1913. Dal 1945, è stata considerata "completamente screditata" (Mishkin, 2000) da molti economisti.
In Italia la teoria viene ripresa nel 1921 da Ettore Levi della Vida (1852-1923), vice direttore generale della Banca d'Italia dal dicembre 1893 al giugno 1899, che sulla Rivista bancaria pubblica un saggio intitolato Circolazione di biglietti e titoli rappresentativi.

## Critiche e difese della dottrina delle cambiali commerciali
La dottrina delle cambiali commerciali fu screditata soprattutto a causa degli scritti di Henry Thornton (1801), David Ricardo (1810) e Lloyd Mints (1945). Costoro sostenevano che la dottrina non ponesse alcun limite efficace alla quantità di moneta che le banche avrebbero creato. Mints, ad esempio, era disposto ad ammettere che moneta emessa in cambio di una data quantità fisica di beni non avrebbe creato inflazione, ma sosteneva che la moneta emessa in cambio di beni per un certo valore monetario presentasse la possibilità che la nuova moneta causasse inflazione, diminuendo così il valore reale del debito di ciascun debitore, e permettendogli di prendere ancora di più in prestito. Il risultato sarebbe stato un circolo vizioso di prestiti, moneta e inflazione.
Mints, Thornton, e Ricardo sbagliarono ipotizzando ciò che volevano dimostrare. Sulla base delle cambiali commerciali, una nuova emissione, adeguatamente coperta da attività di eguale valore, non causerebbe alcuna inflazione, quindi il circolo vizioso ipotizzato da Mints non potrebbe avvenire. Solo ipotizzando la validità della teoria quantitativa dall'inizio si può concludere il contrario.

## Dottrina delle cambiali commerciali, convertibilità e moneta a corso forzoso
La dottrina delle fatture reali conduce ad una riconsiderazione dell'idea comune di "moneta a corso forzoso". In quest'ottica, tutta la moneta cartacea e creditaria è coperta dalle attività dell'entità che l'ha emessa — di solito oro, o titoli di debito pubblico coperti dalla futura capacità fiscale dello stato. Poiché tutte le banche centrali moderne mantengono effettivamente un collaterale per la moneta che emettono, ci si deve chiedere perché queste attività sono universalmente mantenute se (come affermano i fautori della teoria quantitativa della moneta) esse sono irrilevanti per il valore della moneta emessa dalla banca centrale. 
Gli economisti di solito sostengono che se una moneta è inconvertibile, allora deve essere scoperta http://www.econ.ucla.edu/workingpapers/wp830.pdf. Esistono però due significati di convertibilità:
- Convertibilità fisica: Un'unità di moneta cartacea o creditaria (un “dollaro”) può essere presentata alla banca emittente, in cambio di una quantità fisica di oro, argento o altra merce.
- Convertibilità finanziaria: Un dollaro può essere restituito alla banca emittente in cambio di beni della banca (attività) del valore di un dollaro.

L'importanza della convertibilità finanziaria può essere vista immaginando che le persone in una comunità si trovino un giorno con più moneta cartacea di quella che intendono mantenere — ad esempio, alla fine della stagione delle compere natalizie. Se il dollaro è fisicamente convertibile (supponiamo, per un'oncia d'argento), la gente restituirà i dollari non voluti alla banca in cambio d'argento, ma la banca potrebbe sventare questa domanda d'argento vendendo alcuni dei suoi titoli di debito al pubblico in cambio dei propri dollari di carta. Ad esempio, se la comunità ha $100 di moneta cartacea non voluta, e se la gente intende redimere i $100 non voluti in cambio d'argento in banca, la banca potrebbe semplicemente vendere $100 di titoli di debito o altre attività in cambio di 100 dei suoi dollari di carta. Questo assorbirà la carta non voluta e arresterà il desiderio della gente di redimere i $100 in cambio di argento.
Così, conducendo questo genere di operazioni di mercato aperto — vendere titoli se c'è troppa moneta e comprarne se ce n'è troppo poca — la banca può mantenere il valore del dollaro ad un'oncia d'argento senza mai redimere un solo dollaro di carta. In effetti, questo è essenzialmente ciò che fanno tutte le banche centrali moderne, ed il fatto che le loro monete possano essere fisicamente inconvertibili è reso irrilevante dal mantenimento della convertibilità finanziaria.
Si noti che la convertibilità finanziaria non può essere mantenuta a meno che la banca non abbia attività sufficienti a coprire la moneta emessa. Quindi, è un'illusione che una moneta inconvertibile fisicamente sia necessariamente anche scoperta.
Un'ulteriore illustrazione dell'irrilevanza della convertibilità fisica si può vedere supponendo che una banca emetta due tipi di "dollari": uno redimibile per un'oncia d'argento per tutto l'anno ed un altro redimibile per la stessa quantità d'argento, ma solo alla fine dell'anno. Se il tasso d'interesse di mercato è del 5%, ed emettere dollari non costa nulla, il dollaro inconvertibile deve partire all'inizio dell'anno da un valore di circa .95 once, salire a circa .97 once a metà dell'anno, e finire l'anno ad un valore di esattamente 1 oncia. Ogni altro valore risulterebbe in opportunità di arbitraggio. Ad esempio, se il dollaro inconvertibile iniziasse l'anno a .96 once, allora ogni volta che la banca ricevesse .96 once d'argento in cambio di un dollaro appena emesso, potrebbe prestare le .96 once al 5%, essere ripagata 1.01 once alla fine dell'anno, pagare il dollaro con 1 oncia, e guadagnare .01 once gratis.
Quanto vale il dollaro convertibile? Una piccola riflessione convincerà che anch'esso deve iniziare l'anno a .95 once, raggiungere .97 once a metà anno, e finire l'anno a 1 oncia. Cioè, la banca emittente deve effettivamente aumentare la quantità d'argento che paga per un dollaro nel corso dell'anno, o risulteranno opportunità di arbitraggio. Ad esempio, si supponga che all'inizio dell'anno, i clienti possano depositare .95 once e ricevere un dollaro in cambio — un dollaro fisicamente convertibile che può essere restituito alla banca per .95 once se il cliente vuole. Se quel dollaro rimanesse a .95 once per tutto l'anno, allora alla fine dell'anno la banca avrà ricevuto .05 once gratis — un "pasto gratis" che attrarrà banchieri rivali che saranno disposti a pagare il 5% d'interesse ai detentori della propria moneta.
Il risultato di questi processi è che un dollaro convertibile varrà sempre quanto uno inconvertibile, così che se la convertibilità viene sospesa in qualsiasi momento, il valore del dollaro ora inconvertibile non ne risentirà — creando così l'illusione che la copertura della moneta sia stata irrilevante fin dall'inizio.